# Purga, Slovenia
Purga este o localitate din comuna Črnomelj, Slovenia, cu o populație de 25 de locuitori.